# Majas na balkonie
Majas na balkonie (hiszp. Majas en un balcón lub Majas al balcón) – obraz hiszpańskiego malarza Francisca Goi, znajdujący się w prywatnej kolekcji barona Rothschilda w Szwajcarii. W zbiorach Metropolitan Museum of Art w Nowym Jorku znajduje się kopia nieznanego malarza dawniej uważana za autorski wariant.
Obraz, który powstał w okresie wojennym, stanowi powrót malarza do tematyki społecznej i rodzajowej oraz satyry. Przedstawia dwie młode kobiety, których status społeczny nie jest jasny. Obecność władczych mężczyzn oraz bariera balkonu sugerują „uwięzienie” kobiet. Obraz prawdopodobnie stanowi serię z dwoma innymi, również przedstawiającymi kobiety, młodsze i starsze. Ta tematyka sugeruje, że obraz nie powstał na zamówienie, lecz dla przyjemności malarza. Motyw kobiet na balkonie stał się inspiracją dla wielu malarzy w Hiszpanii i poza nią, istnieją liczne kopie i obrazy nawiązujące do Majas na balkonie Goi.

## Okoliczności powstania
W czasie hiszpańskiej wojny niepodległościowej (1808–1814) Goya otrzymywał niewiele oficjalnych zleceń. W ostatnich latach konfliktu na krótko porzucił w swoich dziełach tematykę wojenną. Powrócił do satyry na społeczeństwo i jego wady, która pojawiła się już wcześniej w serii rycin pt. Kaprysy. Zmienia się jednak paleta barw i interpretacja malarska, które nadają dziełom nowy wyraz. Do obrazów o tematyce społeczno-moralnej powstałych w tym okresie należą przedstawienia starych wiedźm i prostytutek, takie jak Majas na balkonie, Maja i Celestyna, Czas i staruchy, a także proletariuszy przy pracy: Szlifierz, Kuźnia i Nosicielka wody. Ten okres stanowił też ostateczne zerwanie Goi z XVIII-wiecznym malarstwem i sielankową, barokową stylistyką jego kartonów do tapiserii. Obrazy te cechuje zmysłowość, która mogła być efektem spotkania Goi z młodą Leokadią Weiss, jego późniejszą towarzyszką życia.
Podobnie jak w przypadku wielu dzieł Goi przedstawiających zwykłych Hiszpanów, także i obraz Majas na balkonie nie powstał na zamówienie, ani nie został wystawiony czy sprzedany za życia malarza. Został stworzony dla przyjemności artysty lub z przeznaczeniem do dekoracji własnego domu przy ulicy Valverde w Madrycie. Majas na balkonie oraz Maja i Celestyna miały prawdopodobnie wisieć naprzeciwko siebie, tak, aby widz miał wrażenie, że znajduje się na ulicy, na którą po obu stronach wyglądają balkony, a z nich patrzą na widza majas. Być może jest to przeciwstawienie kobiet z burżuazji i kurtyzany, wszystkie są młode i piękne, ale też zależne od mężczyzn, w pewien sposób „uwięzione”, co symbolizują zimne pręty żelaznej barierki. Zestawienie z obrazem Czas i staruchy podkreśla kwestię ulotności piękna.
W inwentarzu dóbr Goi sporządzonym w 1812 po śmierci jego żony obraz Czas i staruchy zajmuje pozycję 23, a pod numerem 24 zanotowano „dwa obrazy młodych kobiet na balkonie” (Majas na balkonie oraz Maja i Celestyna). Te trzy obrazy mają zbliżone rozmiary i powstały na trzech dziełach innego malarza z początku XVII w., prawdopodobnie ze szkoły hiszpańskiej. Badania radiograficzne ujawniły, że starsze dzieła przedstawiały alegorie żywiołów na podstawie rycin Adriaena Collaerta. Czas i staruchy powstał na alegorii powietrza, Majas na balkonie ziemi, a Maja i Celestyna ognia. W okresie wojennym malarzowi brakowało podstawowych materiałów do pracy, dlatego zdarzało mu się zamalowywać także własne obrazy i ponownie wykorzystywać płótna. Zbliżone pozycje w inwentarzu, podobne wymiary oraz fakt, że te trzy obrazy powstały na dziełach stanowiących serię, sugerują, że również te prace stanowią grupę, w której indywidualne znaczenia dzieł wzajemnie się uzupełniają.

## Atrybucja

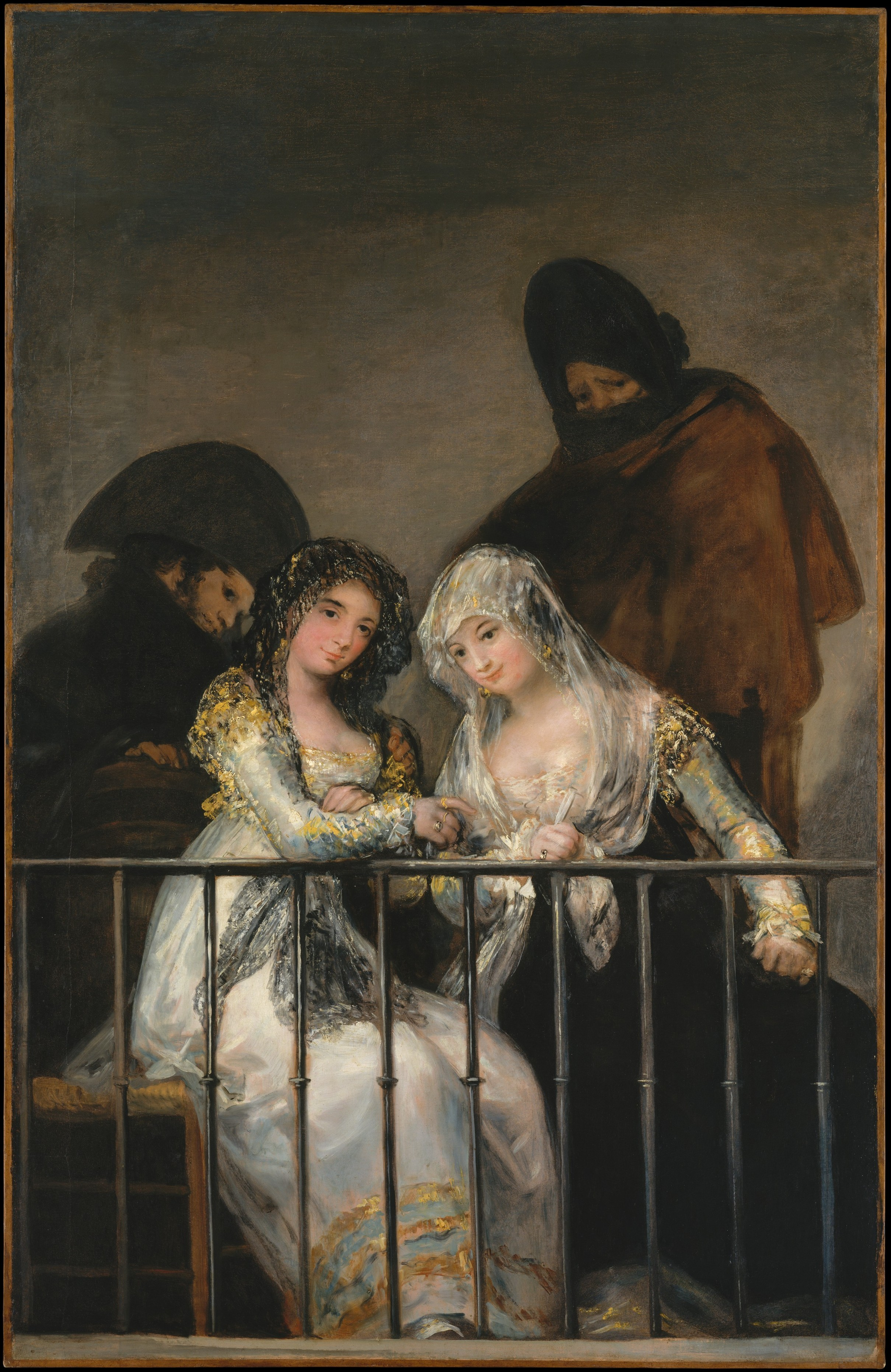
Majas na balkonie 195 × 125,5 cm, wersja w Metropolitan Museum of Art przypisywana Goi

Zarówno obraz z prywatnej kolekcji, jak i z Metropolitan Museum of Art były przez dłuższy czas uważane za dwie autorskie wersje Goi. Od 1995 zaczęto kwestionować atrybucję nowojorskiego płótna. Kuratorzy muzeum uważają, że syn malarza Javier Goya zlecił wykonanie kopii, którą sprzedał infantowi Sebastianowi. Jest to prawdopodobne, gdyż Javier po śmierci ojca utrzymywał się głównie ze sprzedaży odziedziczonych dzieł, których liczba była ograniczona. Możliwe również, że infant sam zamówił kopię. Zanim ten obraz trafił do amerykańskiej kolekcji Havemeyerów w 1904, został wysłany do Paryża w celu gruntownej konserwacji. Archiwalne fotografie świadczą o tym, że był znacznie uszkodzony. Braki farby w tle i na pierwszym planie zostały wtedy uzupełnione.
Javier Goya miał zachować oryginalny obraz i sprzedać go francuskiemu królowi Ludwikowi Filipowi I. Ta wersja, obecnie w prywatnej kolekcji w Szwajcarii, jest namalowana typowymi dla Goi szybkimi pociągnięciami pędzla, z dużą ilością farby, bez dbałości o szczegóły. W spojrzeniu kobiet widoczne jest porozumienie i poufność, jakby dzieliły się sekretem. Podobnej relacji brak na obrazie z Metropolitan Museum of Art, gdzie kobiety pochylają się do siebie bez wyraźnego powodu. Ich twarze są namalowane cienkimi i dokładnymi pociągnięciami pędzla, podczas gdy stroje bardziej przypominają szybki styl Goi. Typowe dla kopii jest także to, że balkon został namalowany jako pierwszy, a suknie kobiet dodane między żeberkami barierki. Obraz z MET powstał na nowym płótnie, a ten z prywatnej kolekcji na obrazie innego autora, podobnie jak jego pendant. Jest również mało prawdopodobne, żeby Goya namalował drugą wersję tego typu obrazu. Z drugiej strony, ponieważ obraz był zniszczony i kilkakrotnie restaurowany, trudno określić jego oryginalną część. Możliwe, że Goya pozostawił ten obraz niedokończony w swoim warsztacie, gdyż centralna grupa postaci została namalowana w szybki i pewny sposób bez poprawek, a inny malarz uzupełnił braki. Widoczne jest także typowe dla artysty zręczne użycie noża paletowego.

## Opis obrazu
Słowo maja w języku hiszpańskim oznaczało młodą kobietę pochodzącą z niższych sfer społecznych, modnie i krzykliwie ubraną ślicznotkę. Arystokratki z XIX wieku (m.in. muza Goi, księżna Alba) często przebierały się za majas, imitując ich kolorowy, prowokacyjny styl.
Dwie piękne kobiety siedzą na balkonie, opierając się o jego żelazną balustradę. Ich postawa jest prowokacyjna, chcą zwrócić na siebie uwagę patrzącego z dołu widza. Bardziej niż obserwować ulicę, same chcą być obserwowane. Jedna jest blondynką, a druga brunetką. Ubrane według mody burżuazji, mają na sobie kolejno białą i czarną jedwabną baskinę oraz odwrotnie czarną i białą koronkową mantylę na głowie. Strój obu kobiet zdobią złote hafty i dopełniają perłowe kolczyki. Szepczą między sobą, a jednocześnie porozumiewawczo kierują wzrok w stronę tego samego punktu, do widza. Maja po lewej jest poważniejsza i zamyślona, trzymany w jej ręce zamknięty wachlarz i dyskretnie zakrywająca oczy mantyla sugerują, że jest zaręczona. Maja w białej mantyli jest bardziej uśmiechnięta, a pozycja jej ciała zdradza większe zainteresowanie tym, co się dzieje na ulicy. Za nimi stoją dwaj tajemniczy mężczyźni, przyjmujący konspiracyjne pozy. Również elegancko odziani, ukrywają swoje twarze pod szerokimi bikornami i płaszczami, które stanowiły nieodzowny element hiszpańskiej mody. Jeden z nich pali cygaro, wydmuchując dym w kierunku swojej towarzyszki. Kobiety wydają się uwięzione pomiędzy mężczyznami a metalową barierką.
Trudno jednoznacznie określić społeczną kondycję przedstawionych kobiet. Możliwe, że Goya namalował dwie młode damy z burżuazji lub arystokracji przebrane w stroje majas. Z ciekawością obserwujące ulicę, chronione przez dwóch mężczyzn (być może wojskowych) i odgradzającą ich od zewnętrznego świata balustradę. Mogą to być też prostytutki, które z balkonu spoglądają na ulicę i wabią przechodzących nią mężczyzn, a stojący za nimi mężczyźni to stręczyciele. Kwestia prostytucji była często wykorzystywana przez Goyę jako krytyka społeczeństwa, motyw pojawia się zarówno w jego rycinach, jak i malarstwie. Możliwe, że Goya zwraca uwagę na swobodniejsze zachowanie kobiet, w okupowanym przez najeźdźców kraju ogarniętym chaosem. Możliwe, że stojący za kobietami mężczyźni to francuscy żołnierze.

## Technika
Goya zbudował perspektywę poprzez szereg równoległych płaszczyzn. Na neutralnym, brązowo-zielonkawym tle odcinają się postaci mężczyzn, a na nich „nałożone” są majas. Zastosował lekkie, niemal szkicowe pociągnięcia pędzlem, a także technikę nakładania farby szpachelką oraz impasty. W jego stylu brak dbałości o szczegóły i dokładnego ich wykończenia, ważne jest za to oddanie właściwości tkanin. Uwagę zwraca wykonanie haftów i koronek namalowanych niemal pojedynczymi, precyzyjnymi pociągnięciami pędzla, zwłaszcza detale czarnej mantyli opadającej na czoło i oczy dziewczyny po lewej stronie. Paleta barw ogranicza się do kontrastujących odcieni czerni, bieli i złota. Obraz ogarnia złote światło podobnie jak w Rodzinie Karola IV. Obniżone, rozproszone światło nadaje kompozycji tajemniczość.

## Inspiracje
Możliwe, że Goya inspirował się znanymi mu dziełami z motywem młodych kobiet na balkonie, np. freskami Tiepola. Motyw żeberkowej barierki pojawia się też we freskach w kościele San Antonio de la Florida w Madrycie Goi. Istnieją kopie innych autorów na podstawie wersji z Metropolitan Museum of Art: obraz w kolekcji Pezzoli w Paryżu przypisany Leonardowi Alenzie przez Charlesa Yriarte (współcześnie także przypisywany Asensi Julià), kopia autorstwa Francisca Lameyera, a także fotografia Jeana Laurenta akwarelowej kopii nieznanego autora. Znane są również ryciny na podstawie obrazu autorstwa Severiniego, Leopolda Flamenga i Timothy’ego Cole’a.

Dzieła naśladowców Goi
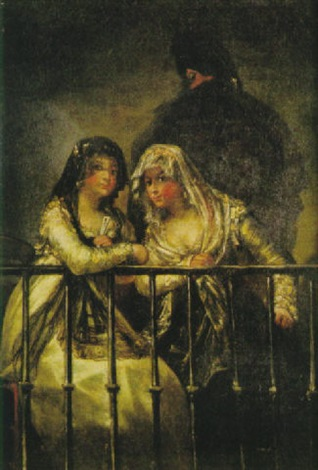
Majas na balkonie Eugenio Lucas Villaamil
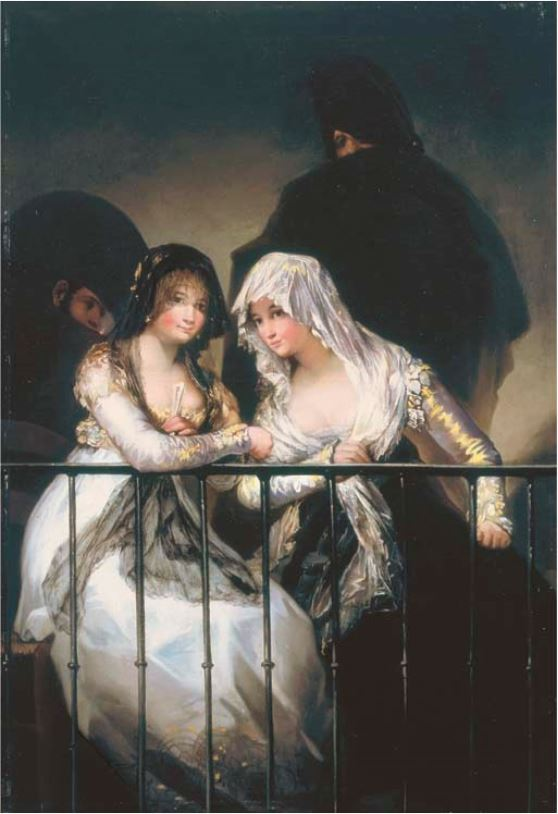
Majas na balkonie naśladowca Goi, przed 1840
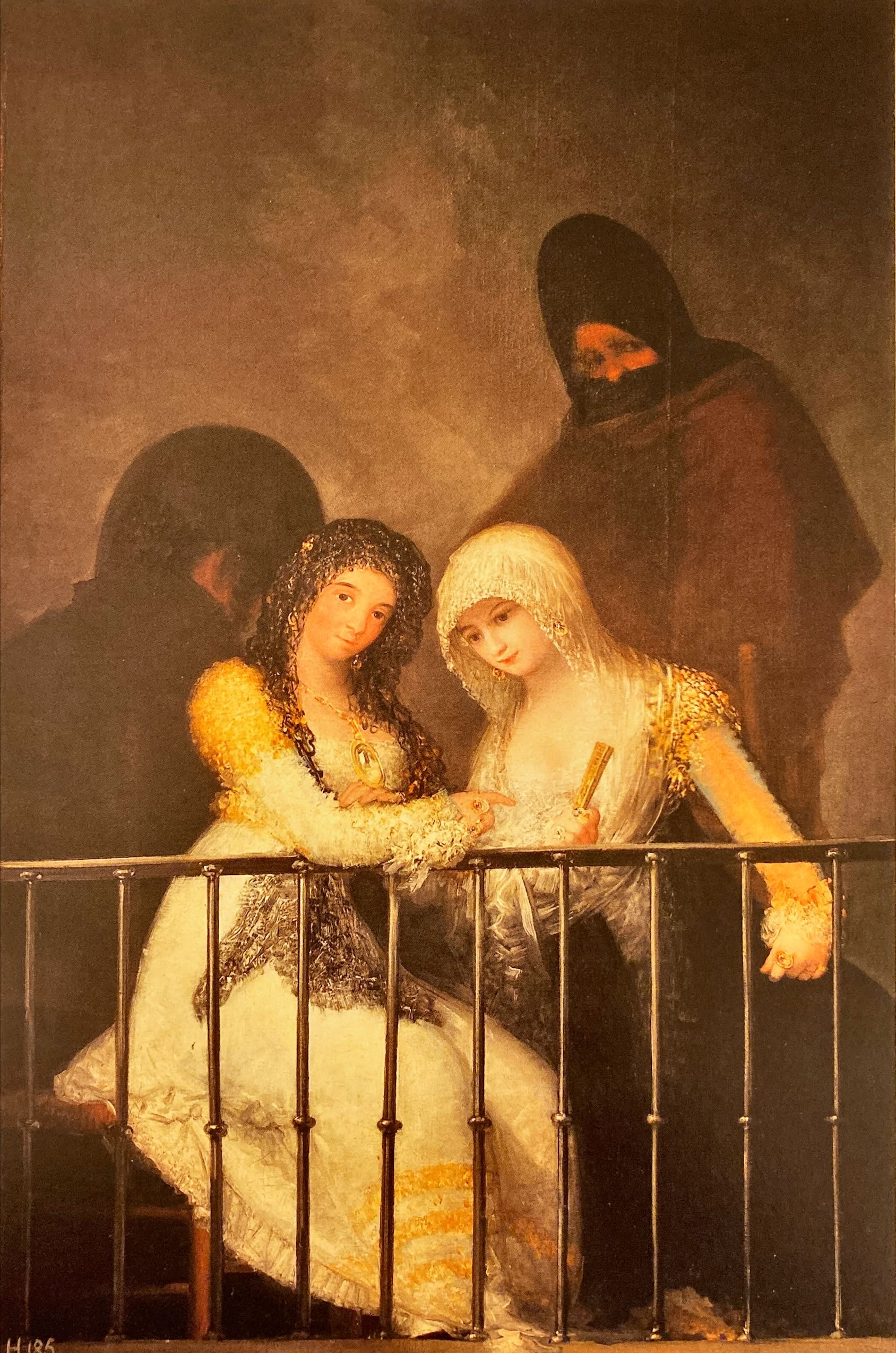
Majas na balkonie Asensio Julià, przed 1832
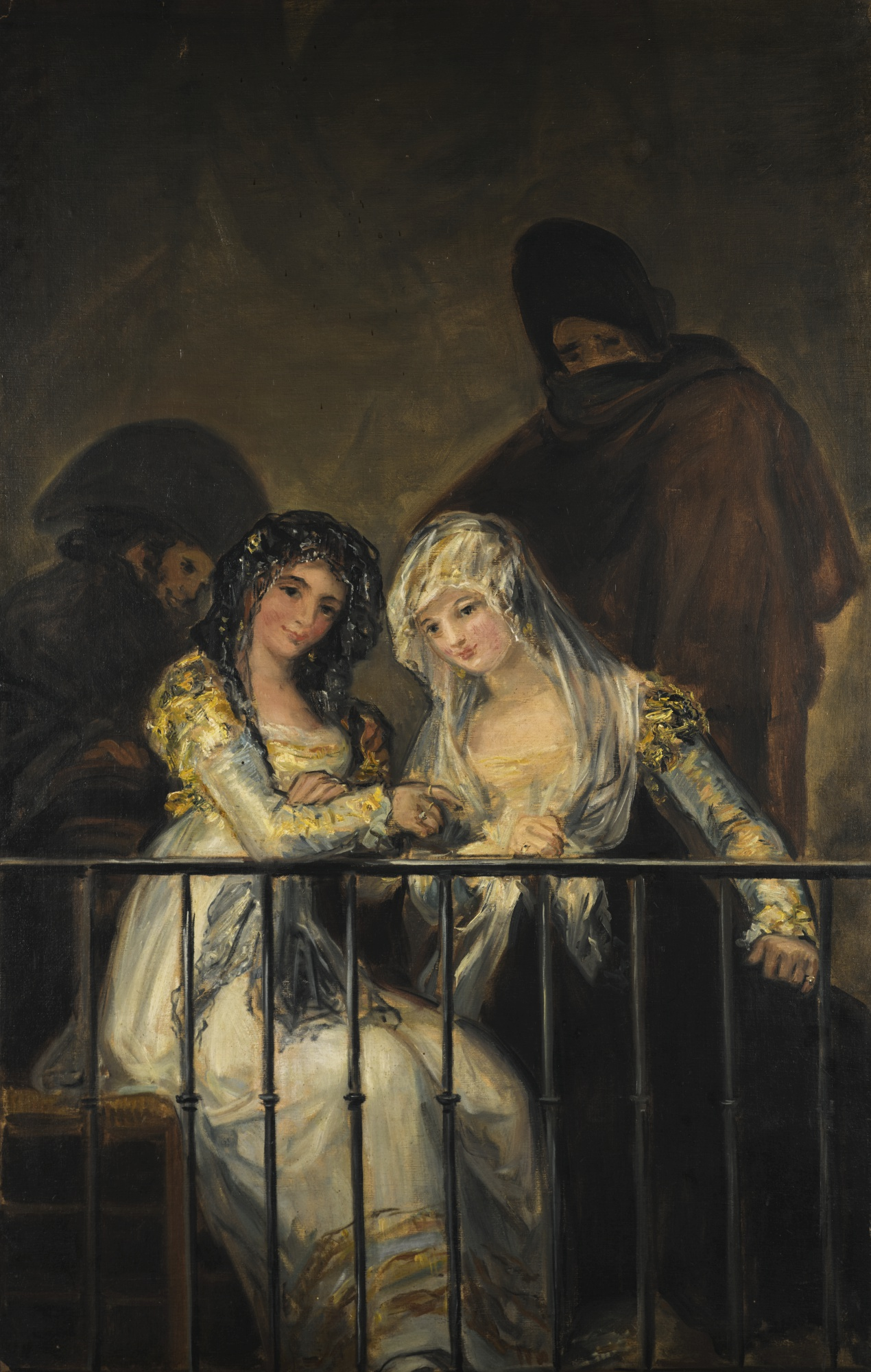
Majas na balkonie naśladowca Goi
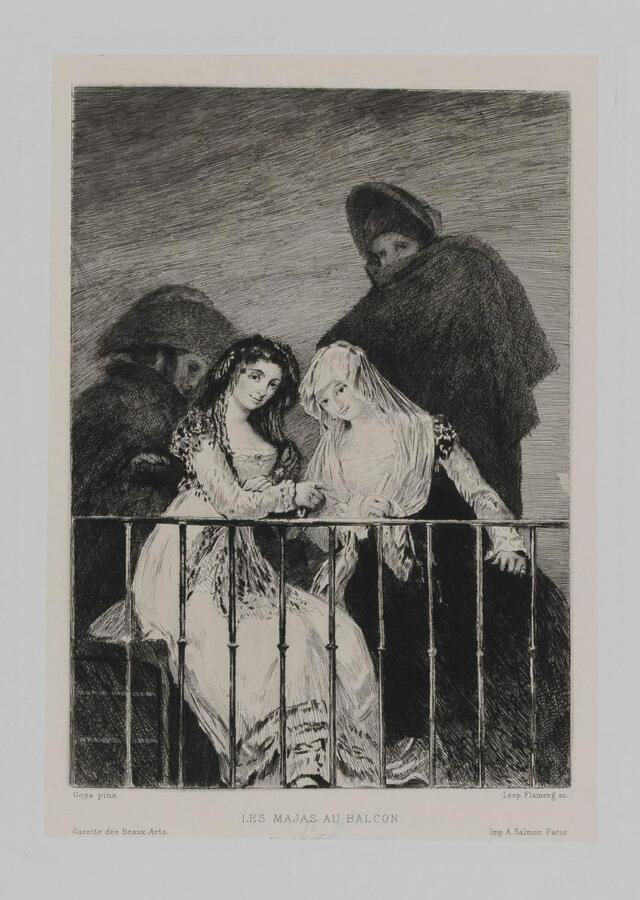
Majas na balkonie Léopold Flameng, 1876

Temat majas na balkonie był powielany przez innych hiszpańskich malarzy wyraźnie nawiązujących do obrazów Goi. Eugenio Lucas Velázquez kontynuował motyw prostytutek na balkonie w towarzystwie sutenerów lub stręczycielek malując Majas z gitarą i Las presidentas (majas na korridzie). Namalował także przynajmniej dwie kopie obrazu Goi, jedną z nich akwarelą. Dzięki Galerie espagnole de Paris, którą Ludwik Filip I zainstalował w Luwrze, XIX-wieczni francuscy artyści odkryli Goyę. Jednym z nich był Édouard Manet, który inspirował się obrazem Majas na balkonie, malując swój Balkon. Mary Cassatt inspirowała się twórczością Goi i Murilla malując obraz Na balkonie.

Dzieła inspirowane obrazami Goi
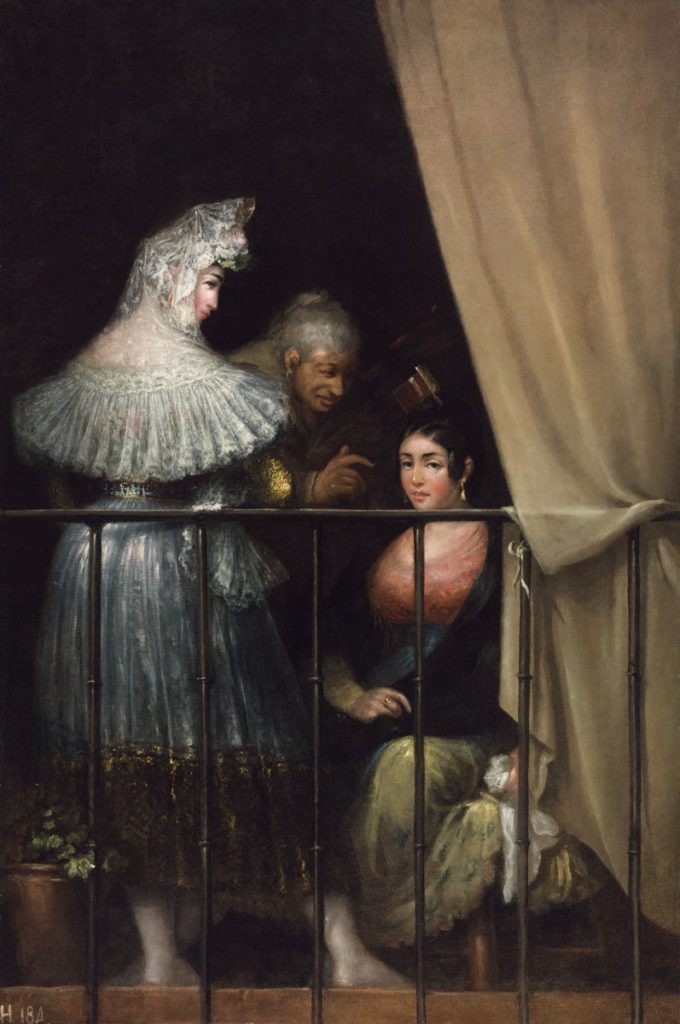
Maja i Celestyna Leonardo Alenza, ok. 1840
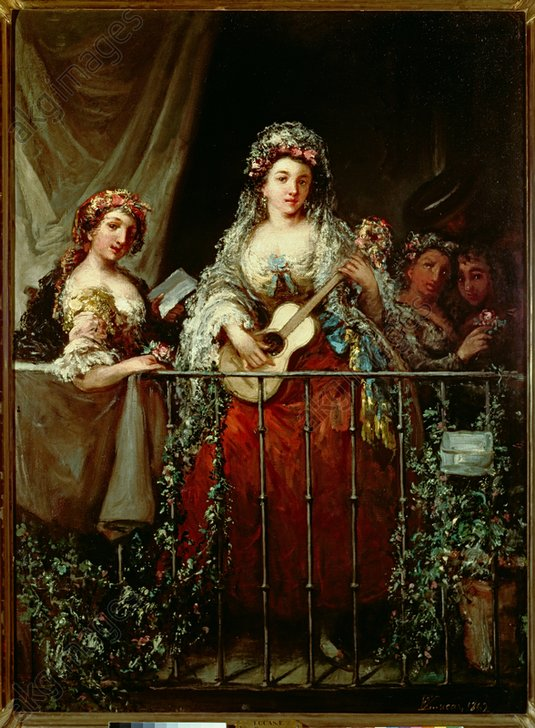
Majas z gitarą Eugenio Lucas Velázquez, ok. 1855
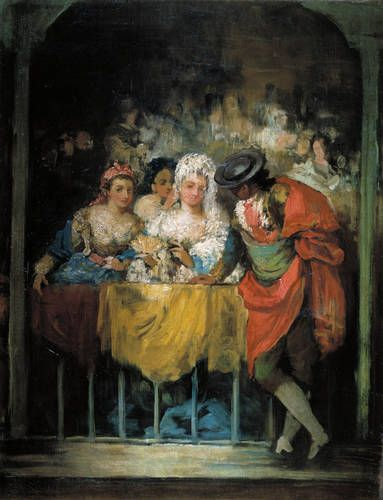
Las presidentas Eugenio Lucas Velázquez, ok. 1855
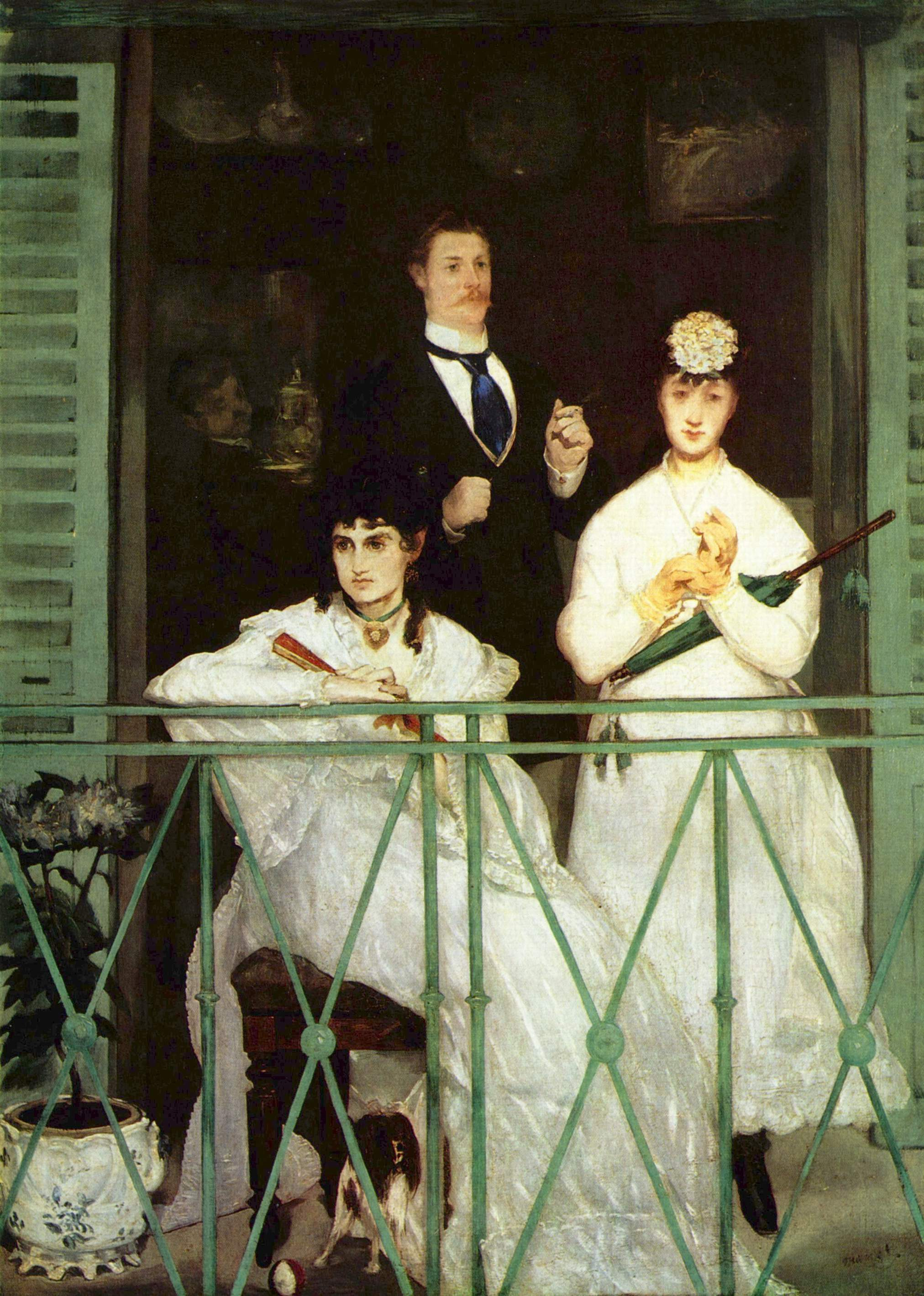
Balkon Édouard Manet, ok. 1868–1869
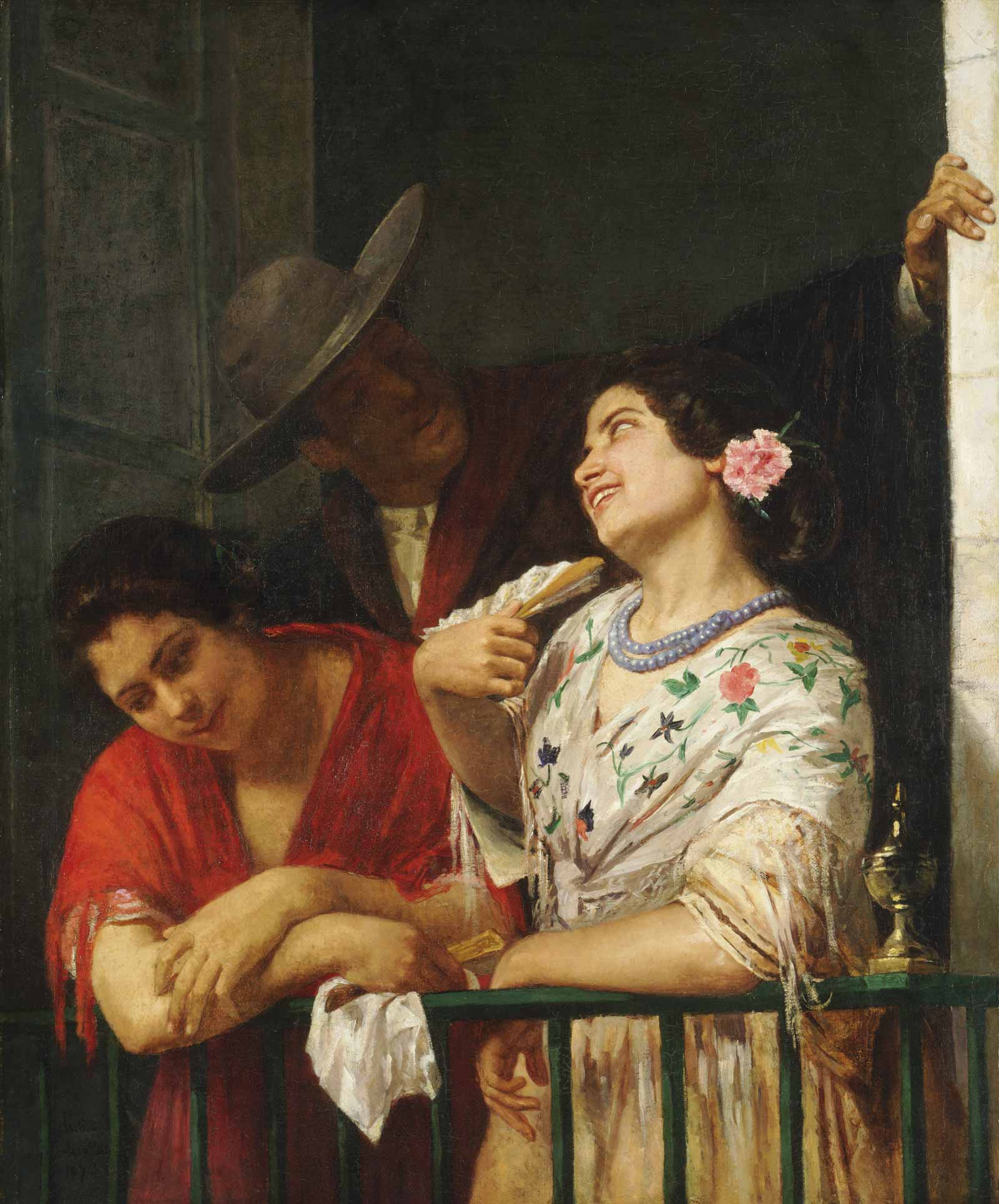
Na balkonie Mary Cassatt, 1872–1873

## Proweniencja
Obraz znajdujący się obecnie w prywatnej kolekcji w Szwajcarii został wymieniony w inwentarzu dóbr Goi sporządzonym w 1812 po śmierci jego żony. Inwentarz powstał w celu podziału majątku między malarzem i jego synem Javierem. Zanotowano w nim „dwa obrazy młodych kobiet na balkonie” – Majas na balkonie i Maja i Celestyna zajmowały pozycję nr 24 i wyceniono je na 400 reali de vellón. W lewym dolnym rogu obrazu widnieje znak inwentarzowy X.24. W 1825 baron Isidore-Justin-Séverin Taylor kupił obraz od Javiera Goi na zamówienie króla Ludwika Filipa. Majas na balkonie były jednym z ośmiu płócien Goi nabytych przez króla i wystawianych w Galerie espagnole de Paris w Luwrze w latach 1838–1848, do czasu detronizacji króla. W 1853 kolekcja króla uznana za majątek prywatny została wystawiona na sprzedaż, Majas na balkonie sprzedano za 70 funtów w domu aukcyjnym Christie’s w Londynie. Znajdował się w galerii Colnaghi, nabytej przez księcia Montpensier, który przechowywał obraz w pałacu San Telmo w Sewilli. Następnie przeszedł na jego syna księcia Antoniego Orleańskiego, a w 1911 do kolekcji francuskiego marszanda Paula Duranda-Ruela w Paryżu, który kilka lat wcześniej pośredniczył w sprzedaży kopii, znajdującej się w Metropolitan Museum. Tam dzieło zostało nabyte przez przodka obecnego właściciela z dynastii Rothschildów.
Obraz z Metropolitan Museum of Art pochodził z kolekcji infanta Sebastiana Gabriela Burbon-Bragança, syna infantki Marii Teresy Portugalskiej. Infant nabył go od syna Goi po śmierci malarza w 1828, ale prawdopodobnie jeszcze przed 1835. W wyniku sekwestru dóbr infanta obraz trafił do Muzeum Trójcy Świętej w Madrycie, po czym został zwrócony infantowi w 1860. Obraz odziedziczył jego syn Francisco María Burbon, książę Marcheny. W październiku 1904, również za pośrednictwem Paula Duranda-Ruela, obraz zakupił amerykański przemysłowiec i kolekcjoner sztuki Henry Osborne Havemeyer. Spuścizna Havemeyerów stała się częścią zbiorów Metropolitan Museum of Art w Nowym Jorku.